# Marilyn Frye
Marilyn Frye, née en 1941 à Tulsa, Oklahoma aux États-Unis est une philosophe et théoricienne féministe radicale. Elle est connue pour ses théories sur le sexisme, le racisme, l'oppression et la sexualité. Ses écrits proposent des discussions sur des sujets féministes, tels que : la suprématie blanche, le privilège masculin et la marginalisation des gays et lesbiennes. Bien qu'elle aborde les questions sous l'angle de la justice, elle est également engagée dans la métaphysique, l'épistémologie et la psychologie des catégories sociales.

## Biographie
Marilyn Frye a obtenu un BA en philosophie de l'Université Stanford en 1963 et a soutenu une thèse en philosophie à l'Université Cornell en 1969, intitulée Meaning and Illocutionary Force, sous la direction de Max Black. Avant de rejoindre l'Université d'État du Michigan en 1974, elle a enseigné au département de philosophie de l'Université de Pittsburgh. De 2003 jusqu'à sa retraite, elle a été professeur émérite à l'Université d'État du Michigan ; elle a été Associate Dean for Graduate Studies du College of Arts and Letters. En 2008, elle a été conférencière Phi Beta Kappa Romanell.
Marilyn Frye témoigne dans le documentaire Lesbiana : A Parallel Revolution de Myriam Fougère réalisé en 2012.

## Thèmes de recherche
Marilyn Frye est l'auteur de The Politics of Reality (1983), un recueil de neuf essais qui est devenu un « classique » de la philosophie féministe.
Dans son chapitre intitulé « Oppression » dans le livre Feminist Frontiers, Marilyn Frye discute de l'idée de la double liaison entre les sexes. Cette double obligation fait référence à « des situations dans lesquelles les options sont réduites à un très petit nombre et toutes exposent à une peine, une censure ou une privation ». Frye applique ce principe au genre et au dilemme auquel les femmes sont souvent confrontées dans sa discussion sur l'oppression. Par exemple, il n'est ni socialement acceptable pour une femme d'être sexuellement active ni pour elle d'être sexuellement inactive et d'être étiquetée « haineuse » ou « tendue ». Cette absence de choix imprègne si profondément la vie quotidienne des femmes que même de petites choses comme la façon dont elles choisissent de s'habiller ou de parler sont critiquées. Marilyn Frye reconnaît que les hommes sont également confrontés à des problèmes, mais différencie les problèmes des hommes et des femmes à travers la métaphore d'une cage à oiseaux. Chaque individu lié aux femmes peut être considéré comme une seule barre dans une cage: en soi, il ne suffit pas de contenir l'oiseau. Mais, avec suffisamment de barreaux, l'oiseau est piégé à l'intérieur de la cage, sans nulle part où aller. C'est l'absence totale de choix que Marilyn Frye décrit : cette absence est le point culminant des problèmes auxquels les femmes sont confrontées qui sont si « immobilisants » et pourquoi leur lutte, et non celle des hommes, est considérée comme étant une tentative de domination.
Marilyn Frye est ouvertement lesbienne et une grande partie de son travail explore les catégories sociales, en particulier celles basées sur la race et le sexe,,.

## Distinctions
- Marilyn Frye a été nommée Distinguished Woman Philosopher of the Year[8] par la Society for Women in Philosophy (en) en 2001[9].
- Marilyn Frye a été choisie comme Phi Beta Kappa's Romanell Professor in Philosophy[note 1] pour 2007-2008. La chaire Romanell, décernée chaque année, « reconnaît les réalisations exceptionnelles du récipiendaire et sa contribution substantielle à la compréhension publique de la philosophie ». Les lauréats de ce prix proposent une série de conférences ouvertes au public. Celles de Marilyn Frye étaient intitulées Kinds of People: Ontology and Politics[11].

## Publications
- The politics of reality : essays in feminist theory, Trumansburg, New York, Crossing Press, 1983, 176 p. (ISBN 978-0-89594-099-5)
- Willful virgin : essays in feminism, 1976-1992, Freedom, California, Crossing Press, 1992, 169 p. (ISBN 978-0-89594-553-2, lire en ligne )
- Feminist interpretations of Mary Daly, University Park, Pennsylvania, Pennsylvania State University, coll. « Re-reading the cannon », 2000 (ISBN 978-0-271-02019-8)
- « Categories and Dichotomies », dans Loraine Code (dir.), Encyclopedia of Feminist Theories, New York, Routledge, 2000
- The Center for Advanced Feminist Studies at the University of Minnesota, « Essentialism/Ethnocentrism: The Failure of the Ontological Cur », dans Is Academic Feminism Dead? Theory in Practice, NYU Press, 2000
- « Oppression », dans Ann E. Cudd, Robin O. Andreasen, Feminist theory: a philosophical anthology, Oxford, UK Malden, Massachusetts, Blackwell Pub, 2005, 84–90 p. (ISBN 9781405116619)
- « Categories in distress », dans Barbara S. Andrew, Jean Keller, Lisa H. Schwartzman, Feminist interventions in ethics and politics: feminist ethics and social theory, Lanham, Maryland, Rowman & Littlefield Publishers, 2005, 41–58 p. (ISBN 9780742542693)
- « The Necessity of Differences: Constructing a Positive Category of Women », SIGNS: Journal of Women in Culture and Society, vol. 21, no 3,‎ été 1996